# Thaxterogaster viola
Thaxterogaster viola är en svampart som beskrevs av Soop 2001. Thaxterogaster viola ingår i släktet Thaxterogaster och familjen spindlingar.   Inga underarter finns listade i Catalogue of Life.